# Verbascum coum
Verbascum coum är en flenörtsväxtart som beskrevs av Karl Heinz Rechinger. Verbascum coum ingår i släktet kungsljus, och familjen flenörtsväxter. Inga underarter finns listade i Catalogue of Life.